# Родэт, Роберт
Ро́берт Ро́дэт (англ. Robert Rodat; р. 1953, Нью-Гэмпшир, США) — американский сценарист. После рождения его сына (6 июня), которое пришлось на тот же день, что и Высадка в Нормандии, он был так вдохновлён, что написал номинированный на «Оскар» сценарий для фильма «Спасти рядового Райана» (1998). Он также написал сценарии для таких фильмов, как «Летите домой» (1996) и «Патриот» (2000) и участвовал в написании сценариев к фильмам «10 000 лет до нашей эры» (2008) и «Тор 2: Царство тьмы» (2013).